# Galg van Mheer

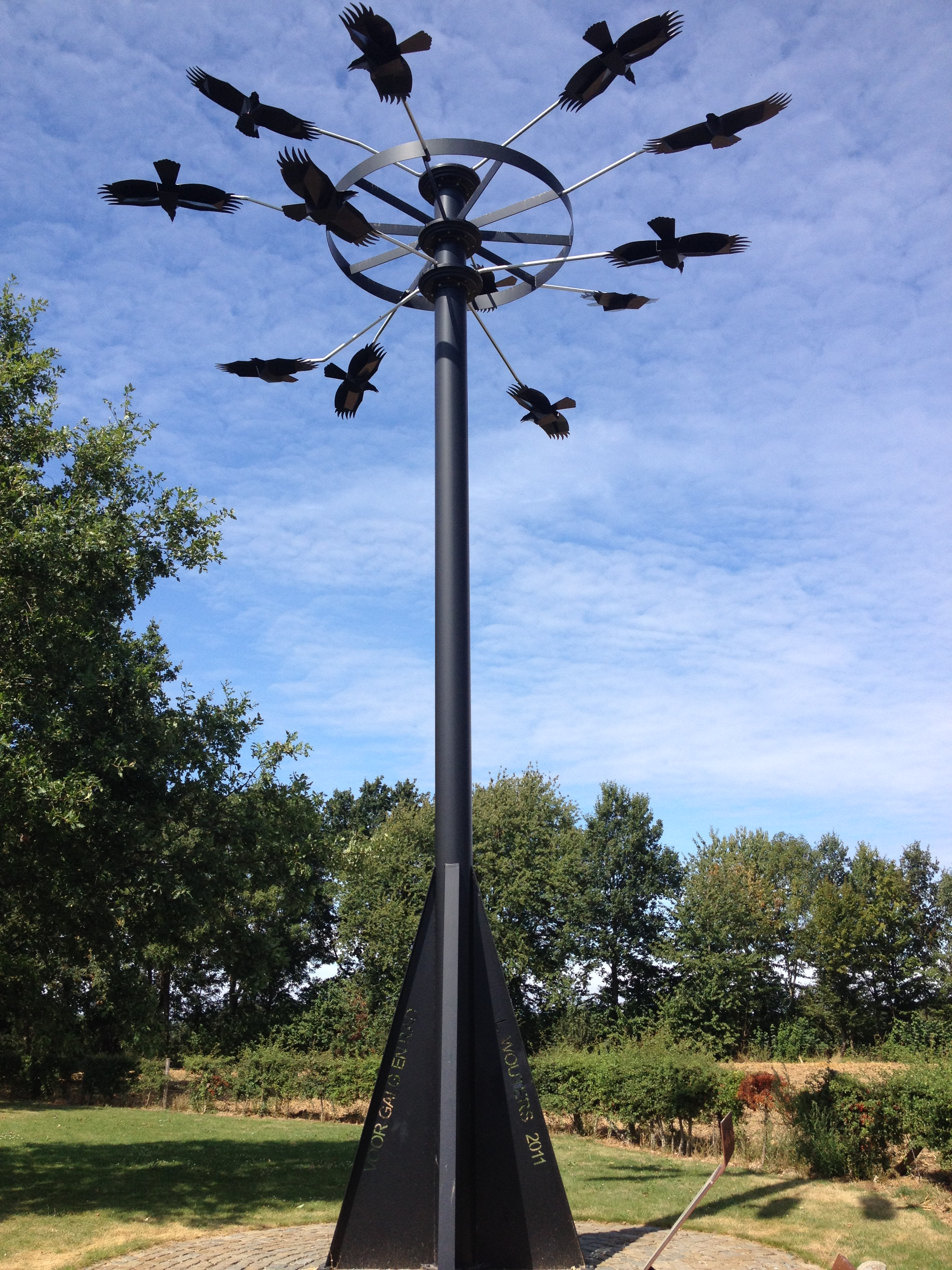
Het monument dat in de 21e eeuw herinnert aan de verdwenen galg.

De galg van Mheer is een voormalige gerechtsplaats die gelegen is in de tegenwoordige gemeente Eijsden-Margraten in de Nederlandse provincie Limburg. Het galgenveld was gelegen bij Bruisterbosch, op ongeveer een kilometer ten oosten van deze buurtschap in de velden, in het gebied ten zuiden van Margraten, ten zuidwesten van Termaar, ten westen van Reijmerstok en ten noorden van Banholt.
Op ongeveer 400 meter naar het noordoosten stond de galg van Margraten. De gebiedsnaam van de galgen is De Galling.
Er zijn geen bronnen waaruit blijkt dat de galg ooit daadwerkelijk gebruikt is als executiemiddel. Aan de galg van Margraten werden echter op 6 november 1776 twee vermeende bokkenrijders opgehangen.

## Locatie
De voormalige galg van Mheer was gelegen aan de Via Mansuerisca. Dit was een oude weg die reeds uit de Romeinse tijd zou dateren en de stad Maastricht verbond met het stadje Limburg in België. De weg liep vanaf Scharn via Honthem, Bruisterbosch, Terlinden richting De Plank en Aubel en kwam onderweg bij Bruisterbosch langs de galg. Het was een drukke route die een bovenregionale betekenis had en een belangrijke rol in de economie vervulde in die tijd. De galg lag op het grondgebied van de heerlijkheid Mheer bij de grens met heerlijkheid Breust en op ongeveer 300 meter richting het noordwesten kwamen er vier heerlijkheden samen: de heerlijkheid Mheer (Spaans Dalhem), de heerlijkheid Breust (Staats Valkenburg), de heerlijkheid Margraten en de heerlijkheid Gulpen (beide Staats 's-Hertogenrade).

## Geschiedenis
In 1564 werd er op deze plaats een galg opgericht als een zichtbare machtssymbool van de kasteelheer van Mheer en diende als gerechtsplaats van de heerlijkheid Mheer.
In 1795 werd de galg opgeheven.
In 2011 werd er op de plaats van de galg van Mheer een monument geplaatst.
In 2015 werd er een informatiebord bij het monument geplaatst.

## Constructie
Door een ooggetuigenverslag waarin de galg wordt beschreven, is het bekend hoe deze eruit heeft gezien. Op 27 april 1641 kwam er een groep soldaten langs de galg die deze uit baldadigheid omgooiden en vernielden. De boeren uit de buurt die dit zagen, gaven een beschrijving van de galg die in een verslag werd opgetekend: het waren twee houten palen met daarbovenop een liggende balk, een zogenaamde poortconstructie. In de nabijheid van de galg stond een stenen kruis. Aan dit kruis dankt de aan de oostzijde nabijgelegen Kruisberg zijn naam.

## Monument
Het monument genaamd "Voor galg en rad" door de in Mheer geboren kunstenaar Loe Wouters, dat in 2011 op de plaats van de verdwenen galg geplaatst werd, bestaat uit een hoge paal waarop een rad is geplaatst, het galgenaas. Rond het galgenaas cirkelen kraaien, die door de wind bewegen.

## Zie ook

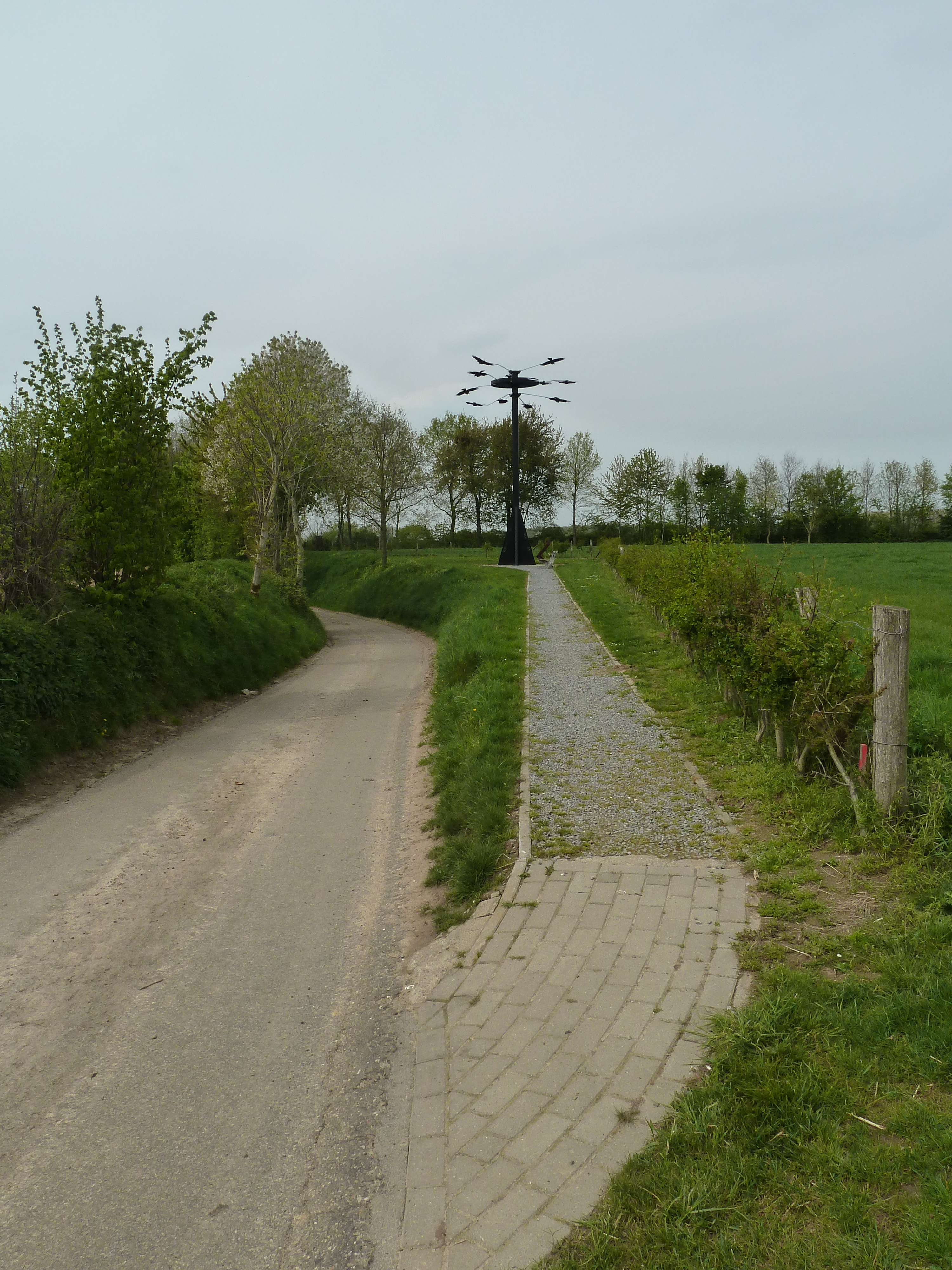
De Via Mansuerisca
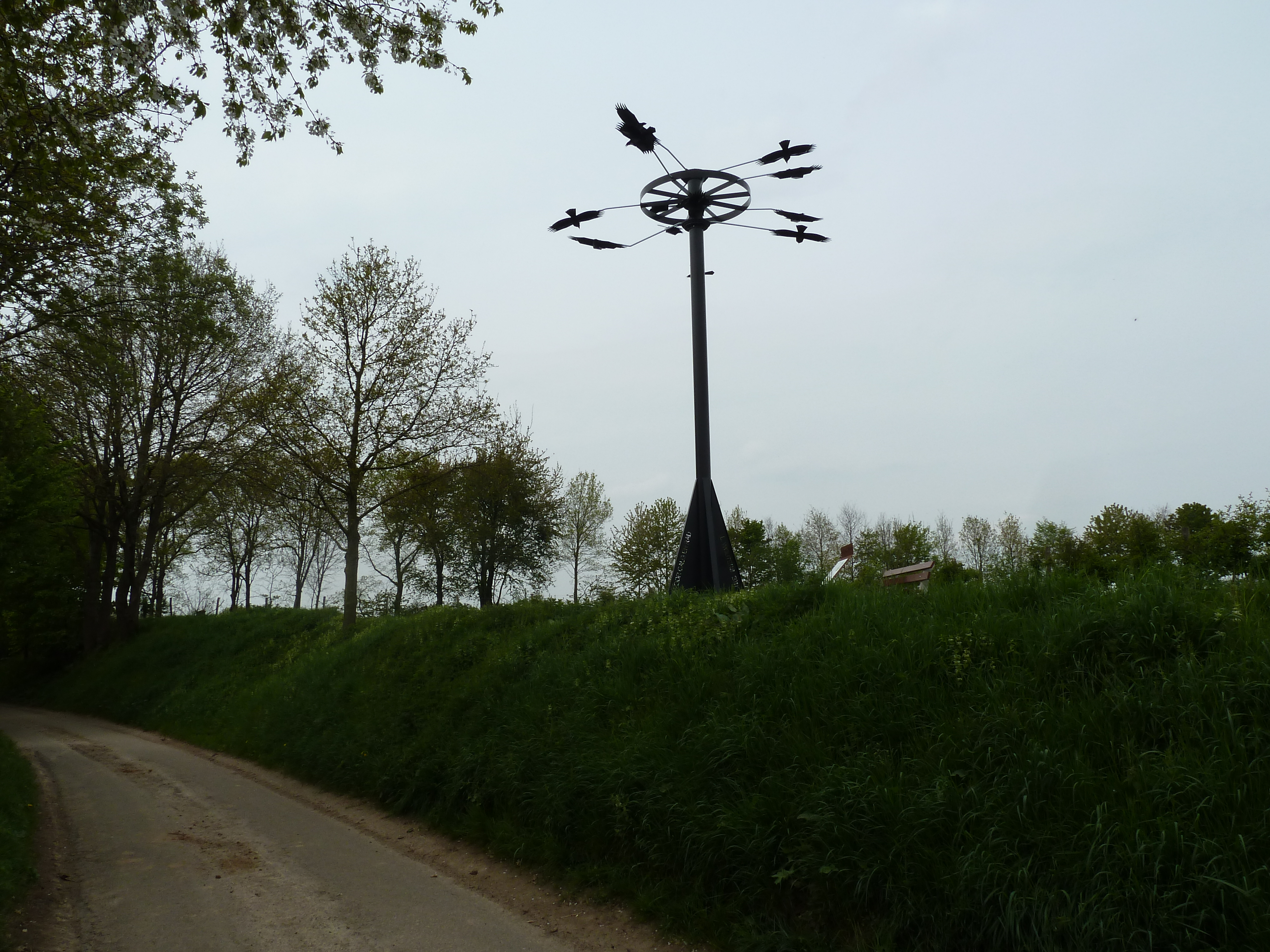
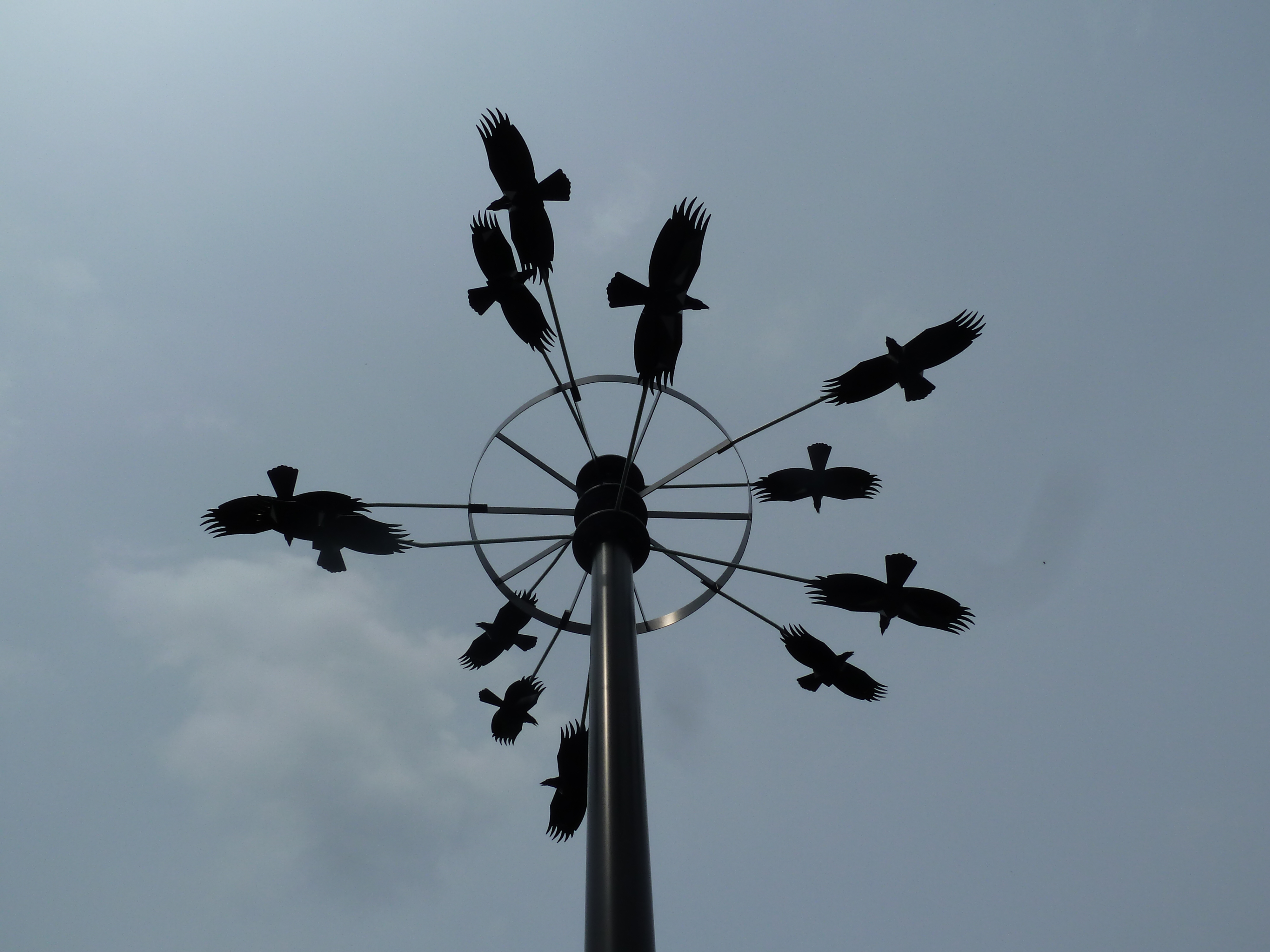
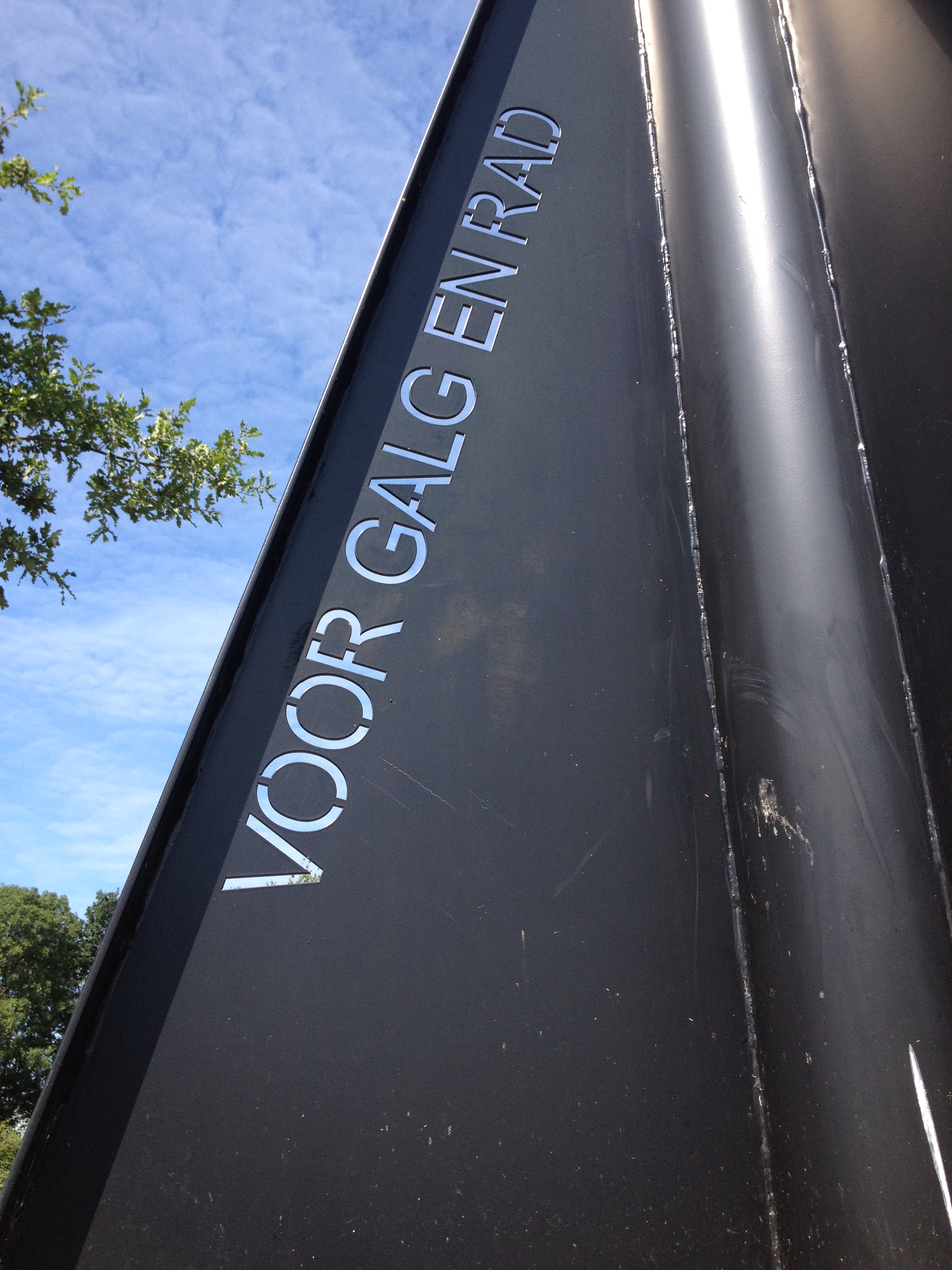
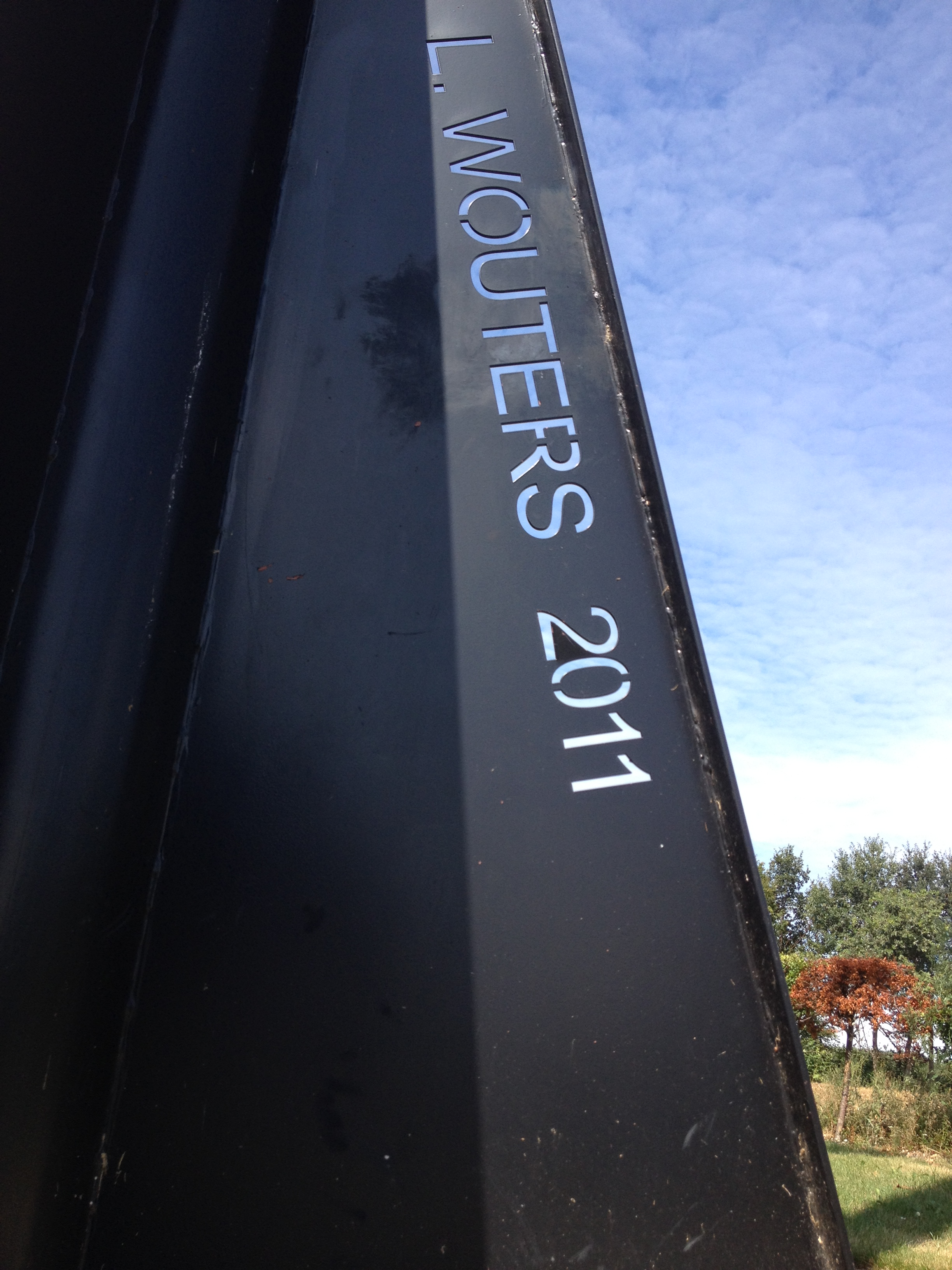
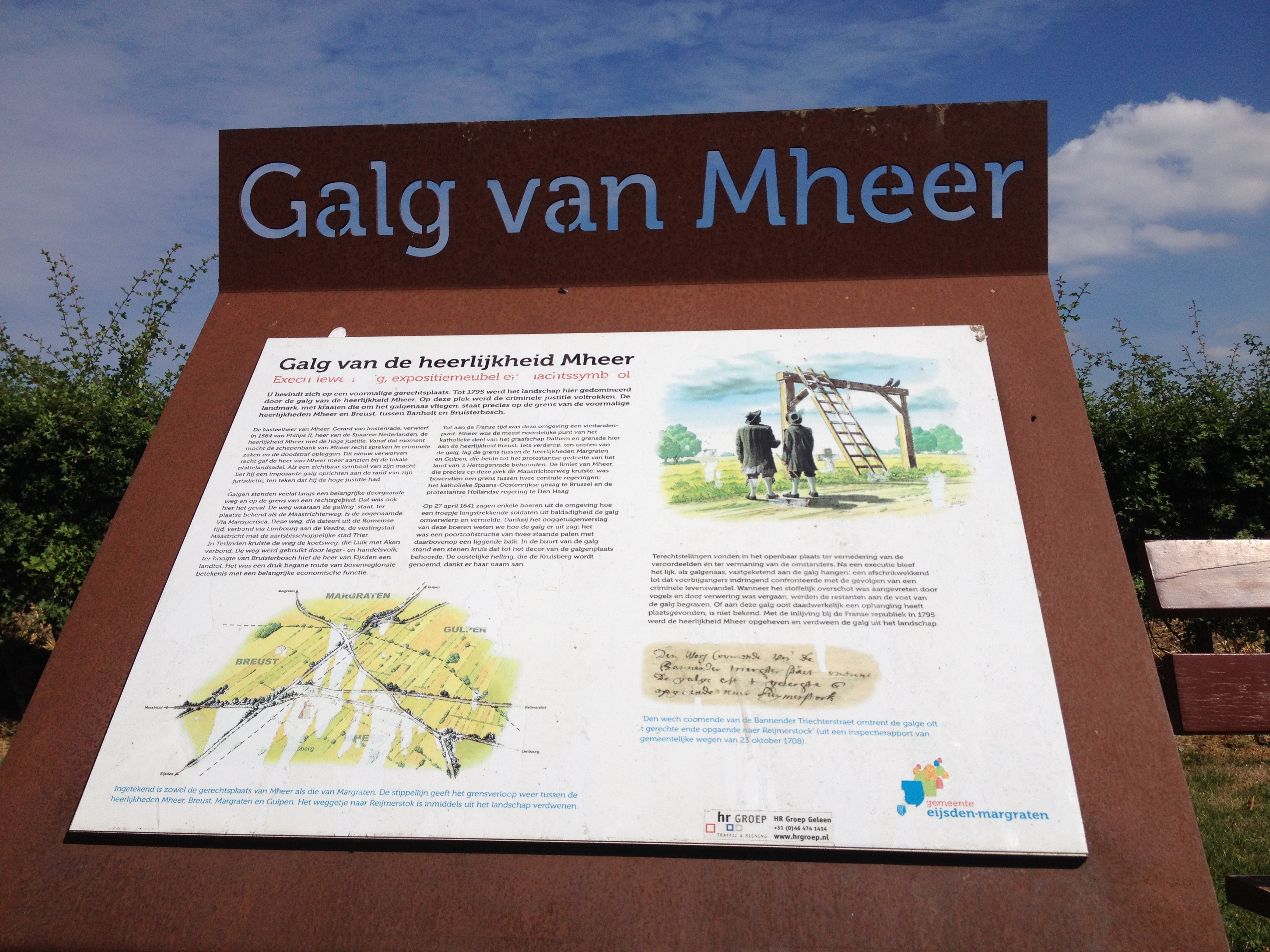
Informatiebord